# Barughutu
Barughutu là một census town ở quận Hazaribag ở bang Jharkhand, Ấn Độ.

## Cơ cấu dân số
Theo cuộc điều tra dân số năm 2001 ở Ấn Độ,India Barughutu có dân số 21.091 người. Nam giới chiếm 54% và nữ giới chiếm 46% dân số. Barughutu có tỷ lệ biết chữ bình quân 70%, cao hơn mức trung bình quốc gia 59,5%; với 59% đàn ông và 41% phụ nữ biết chữ. 16% dân số dưới 6 tuổi.